# Vanuza Valadares
Vanuza Primo de Araújo Valadares (Porangatu, 11 de julio de 1972) es una política y gestora financiera empresarial, que se desempeñó como diputada estadual por Goiás. Afiliada a Unión Brasil, ocupa el cargo de alcaldesa de Porangatu . Está casada con Eronildo Valadares  quien fue alcalde del mismo municipio. 

## Biografía

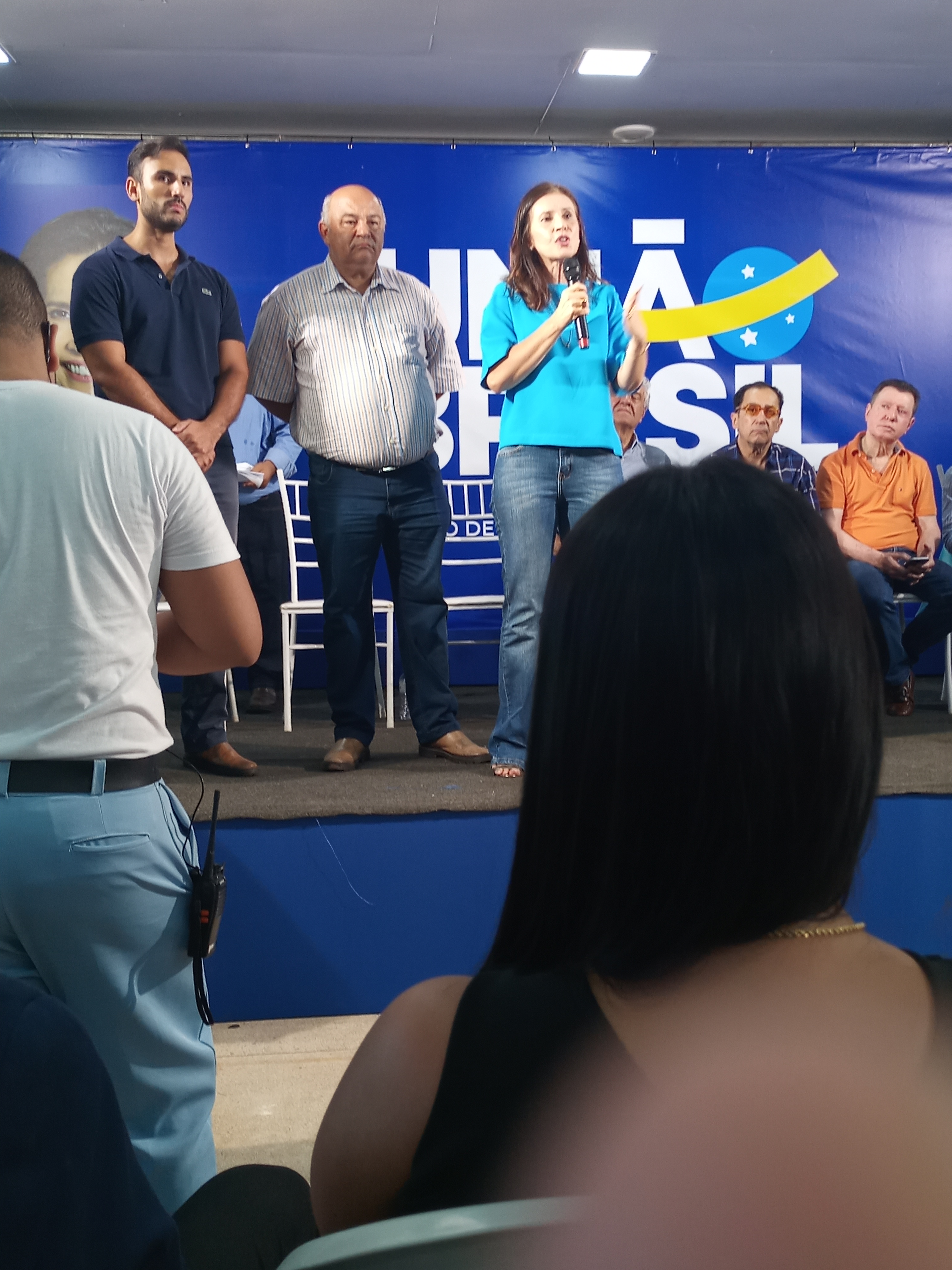
Vanuza Valadares y su familia, a la izquierda su hijo Givago, diputado estatal adjunto y en el centro su marido y ex alcalde de Porangatu, Eronildo Valadares.

Vanuza Valadares nació el 11 de julio de 1972, en la ciudad de Porangatu.
Cursó la Enseñanza Fundamental I y II, la Enseñanza Media y Superior, habiéndose graduado en Gestión Pública por la Universidad Estadual de Goiás, y realizado un posgrado en Desarrollo Sostenible y Medio Ambiente .
Se casó con Eronildo Valadares .
Vanuza se convirtió en la administradora financiera de las dos empresas de su marido, Valadares Empresarial y Gráfica Valadares. Tuvo tres hijos con Eronildo, Amanda, Givago y Heitor. 

## Carrera política

### Diputado estatal por Goiás

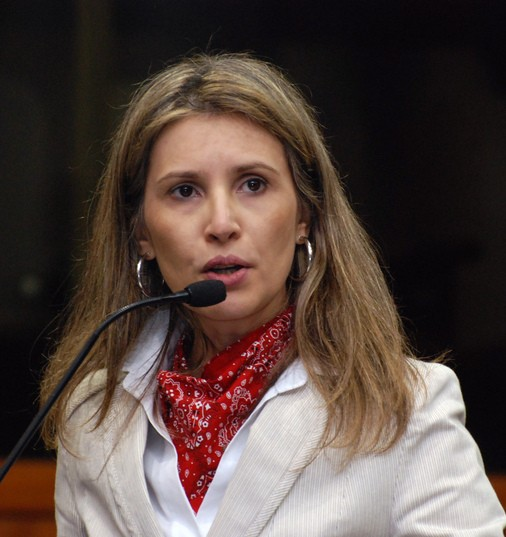
Vanuza Valadares (PSC), diputado estatal por Goiás, hablando en la Asamblea Legislativa de Goiás.

En las elecciones estatales de 2006, Vanuza fue elegido por el Partido Socialcristiano con 12.013 votos. Al ser la única persona elegida para la Asamblea por el PSC, se convirtió en la líder del grupo.   

### Primera Dama y Secretaria Municipal de Asistencia Social de Porangatu
En 2012, su marido, Eronildo, fue elegido alcalde de Porangatu con 13.687 votos válidos, superando a la candidata del PSDB y esposa de Júlio Sérgio de Melo, Glaucia Melo.  En ese momento también fue Secretaria Municipal de Asistencia Social hasta 2016, fecha en que terminó el mandato de su esposo.  

### Presidente de CEASA

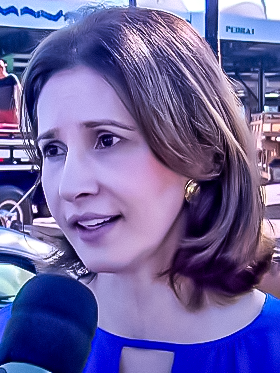
Vanuza Valadares, presidente de CEASA-GO en entrevista a Record Goiás.

En 2019, fue designada por el gobernador Ronaldo Caiado para asumir la presidencia de la Central de Abastecimiento del Estado de Goiás, Ceasa.
Vanuza asumió el cargo el 20 de agosto del mismo año, siendo la vigésimo octava persona en ocupar dicho cargo.     Entregó el cargo a Wilmar Gratão en 2020. 

## Administración de Vanuza Valadares en el Ayuntamiento de Porangatu (2021-presente)

### Elecciones municipales de 2020
Vanuza y su esposo se desvincularon del MDB en 2020, durante el año electoral. .  . En 2020, Valadares se presentó a la alcaldía, a través de la coalición Porangatu Melhor, compuesta por los partidos PSC, PATRIOTA, PODE, DEM, PSB, PTB, Cidadania, AVANTE, PROS, PSL y fue elegido en la primera vuelta con 7.668 votos (34,88%), es decir, mayoría relativa, en las elecciones municipales de Porangatu de 2020 .
Ganó por una diferencia de 45 votos sobre el candidato del MDB, Márcio Luís da Silva, el 15 de noviembre de 2020. Fue la primera mujer elegida alcaldesa de la ciudad. 

### Secretaría
Poco después de asumir el cargo, el 1 de enero de 2021, anunció los 16 miembros de su secretaría. 

### Pandemia de COVID-19
El Hospital de Campaña de Porangatu (HCamp) fue inaugurado en una asociación entre el gobierno de Fernandes y el gobierno estatal de Ronaldo Caiado .  Debido a la sobrepoblación del Hospital, mediante decretos y cambios, se cerró el Hospital de Campaña, retomando el status quo anterior del Hospital Municipal.   La sobrepoblación estructural en HCamp también provocó una acumulación de cirugías electivas. También hubo cortes de electricidad, lo que provocó numerosas muertes. Varias denuncias ante la Policía Civil y el Ayuntamiento indicaron que el alternador del generador del hospital debió ser reemplazado 20 días antes de que se produjeran dos muertes más. 

### Tormenta de Porangatu en 2021
El 8 de septiembre de 2021, un fuerte viento azotó el municipio de Porangatu. Esta tormenta provocó la destrucción de varias viviendas, dos torres de transmisión, la tala de 50 árboles y la destrucción de la Terminal Municipal de Autobuses.  La red eléctrica del municipio, hasta entonces bajo la responsabilidad de Enel Distribuição Goiás, fue severamente afectada y ocurrieron varios apagones. Se reportaron daños en la red de saneamiento y abastecimiento, a cargo de Saneago .  Se declaró el Estado de Calamidad, el colegio Jesuíno Gonçalves pasó a servir como refugio de emergencia para familias cuyas casas fueron destechadas y el puesto de Presidente funcionó como puesto de embarque y desembarque de pasajeros, posteriormente la terminal fue trasladada.     

### Renovación de laPraça Ângelo Rosa
En 2023, se llevó a cabo una renovación en la plaza principal de Porangatu, la plaza Ângelo Rosa de Moura, que rinde homenaje al primer alcalde electo de Porangatu, Ângelo Rosa de Moura. La inauguración tuvo lugar el 22 de marzo de 2024.

### Operación de laboratorios galardonados

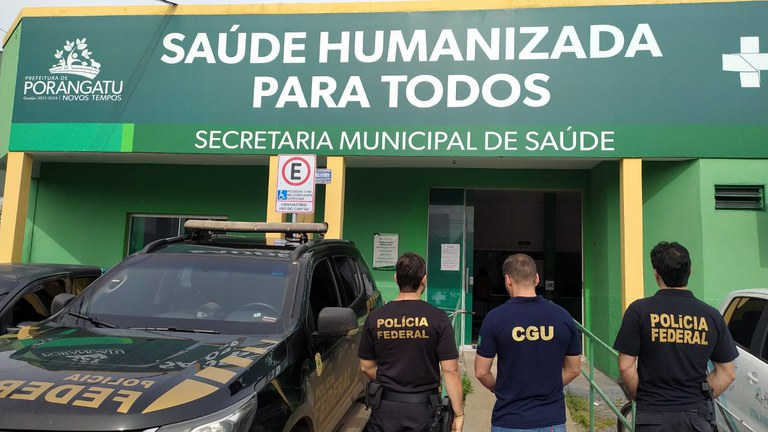
La Policía Federal y la Contraloría General de la Unión realizan un operativo en la Secretaría Municipal de Salud de Porangatu.

El 16 de marzo de 2023, la Policía Federal, por orden de la Contraloría General de la Unión, realizó una operación denominada Premios Laboratorios, para investigar irregularidades en la Secretaría Municipal de Salud, involucrando corrupción e innumerables cambios en las jefaturas del departamento.  La investigación abarcó 11 años y cuatro gobiernos, el de José Osvaldo da Silva, Eronildo Lopes Valadares, Pedro João Fernandes y la propia Vanuza. Valadares luego destituyó al titular del departamento de Salud, Neto Reis, y nombró al concejal Geraldo "Santa Rita" para asumir la Secretaría.  La segunda fase de la Operación se lanzó el 27 de marzo de 2024.  

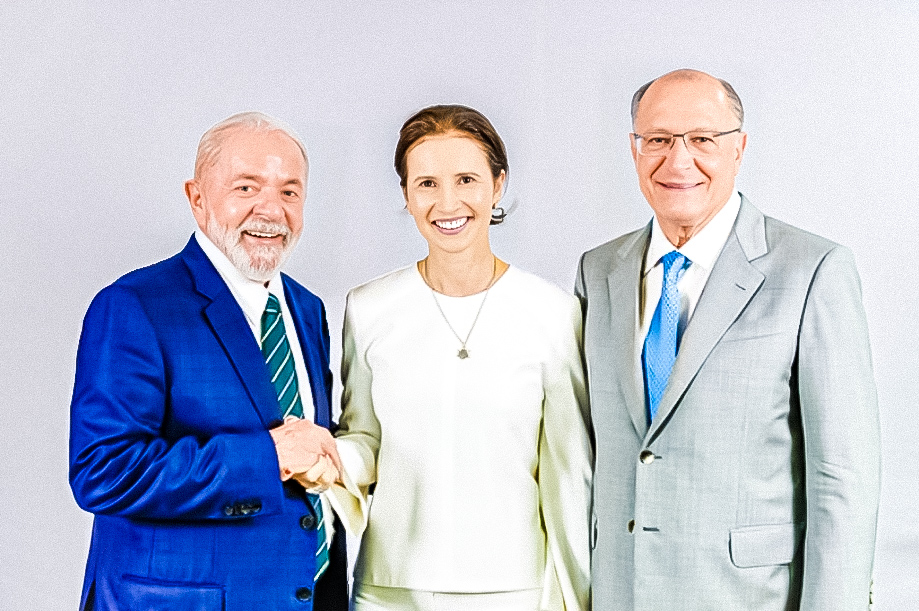
Vanuza Valadares, Luiz Inácio Lula da Silva y Geraldo Alckmin, en la ceremonia de anuncio de la apertura de 100 nuevos Institutos Federales, incluido uno en Porangatu.

### Inauguración del Campus del Instituto Federal de Goiás
El 12 de marzo de 2024, el entonces presidente de Brasil, Luiz Inácio Lula da Silva, anunció la apertura de 100 nuevos campus del Instituto Federal, incluido uno en Porangatu.   El anuncio surgió a pedido de Vanuza junto al diputado federal José Nelto . 

### Campaña de reelección
Con las elecciones municipales en Brasil en 2024, Vanuza fue anunciado como candidato a la reelección por la União Brasil, con José Mauricio da Gep Amaral, del Movimento Democrático Brasileiro como su candidato a vicealcalde; durante una convención del partido, presenciada por el diputado federal José Nelto. Con 11.739 votos, o el 50,83% de los votos válidos, fue reelegida alcaldesa de Porangatu en vuelta única.